# Cortinarius balteatus
Cortinarius balteatus (Elias Magnus Fries, 1818 ex Elias Magnus Fries, 1838) din încrengătura Basidiomycota în familia Cortinariaceae și de genul Cortinarius, denumită în popor buza vacii, este o  ciupercă comestibilă nu prea  răspândită care coabitează, fiind o simbiontă micoriza (formează micorize pe rădăcinile arborilor). Buretele se dezvoltă în România, Basarabia și Bucovina de Nord solitar sau în grupuri mici pe terenuri mai calcaroase sau argiloase în păduri de conifere, preponderent sub molizi, dar de asemenea pe lângă brazi argintii. Timpul apariției este deja din primăvară până toamna târziu în noiembrie.

## Taxonomie

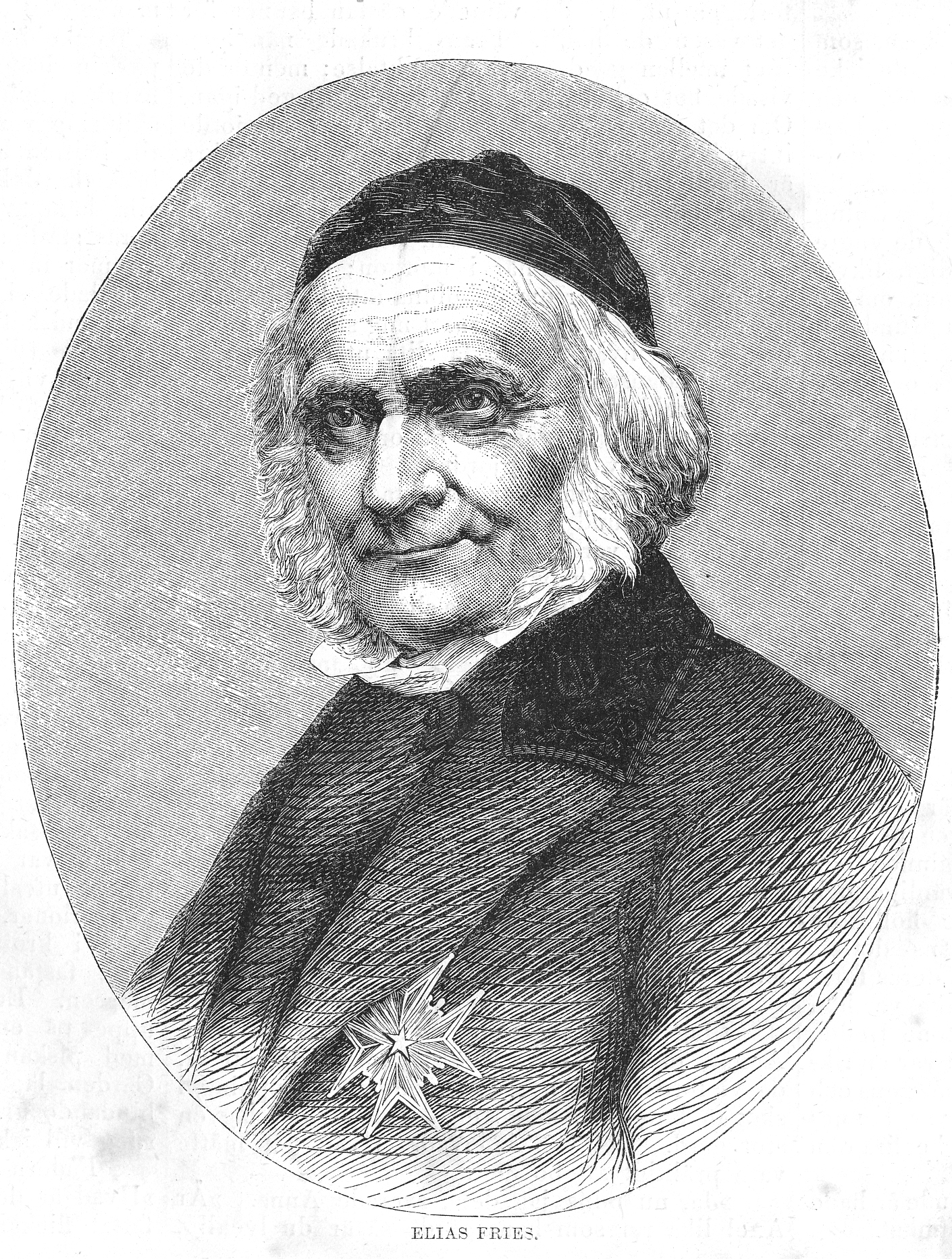
Elias M. Fries

Specia a fost pomenită pentru prima dată sub denumirea de renumitul savant suedez Elias Magnus Fries Agaricus balteatus în volumul 2 al lucrării sale Observationes mycologicae din 1818. El însuși a redenumit specia 20 de ani mai târziu sub numele actual (2018), de verificat în cartea sa Epicrisis systematis mycologici, seu synopsis hymenomycetum.
În anul 1891, micologul german Otto Kuntze a dat speciei numele Gomphos balteatus în volumul 2 al operei sale Revisio generum plantarum:vascularium omnium atque cellularium multarum secundum leges nomenclaturae internationales cum enumeratione plantarum exoticarum in itinere mundi collectarum, care a fost folosit sinonim între sfârșitul secolului al XIX-lea și anii 20 al celui ulterior. 
Celelalte încercări de redenumire mai noi (vezi în infocasetă) nu au fost folosite niciodată și sunt de acea neglijabile.
Epitetul specific este derivat din cuvântul latin (latină balteus= centură, cordon).

## Descriere

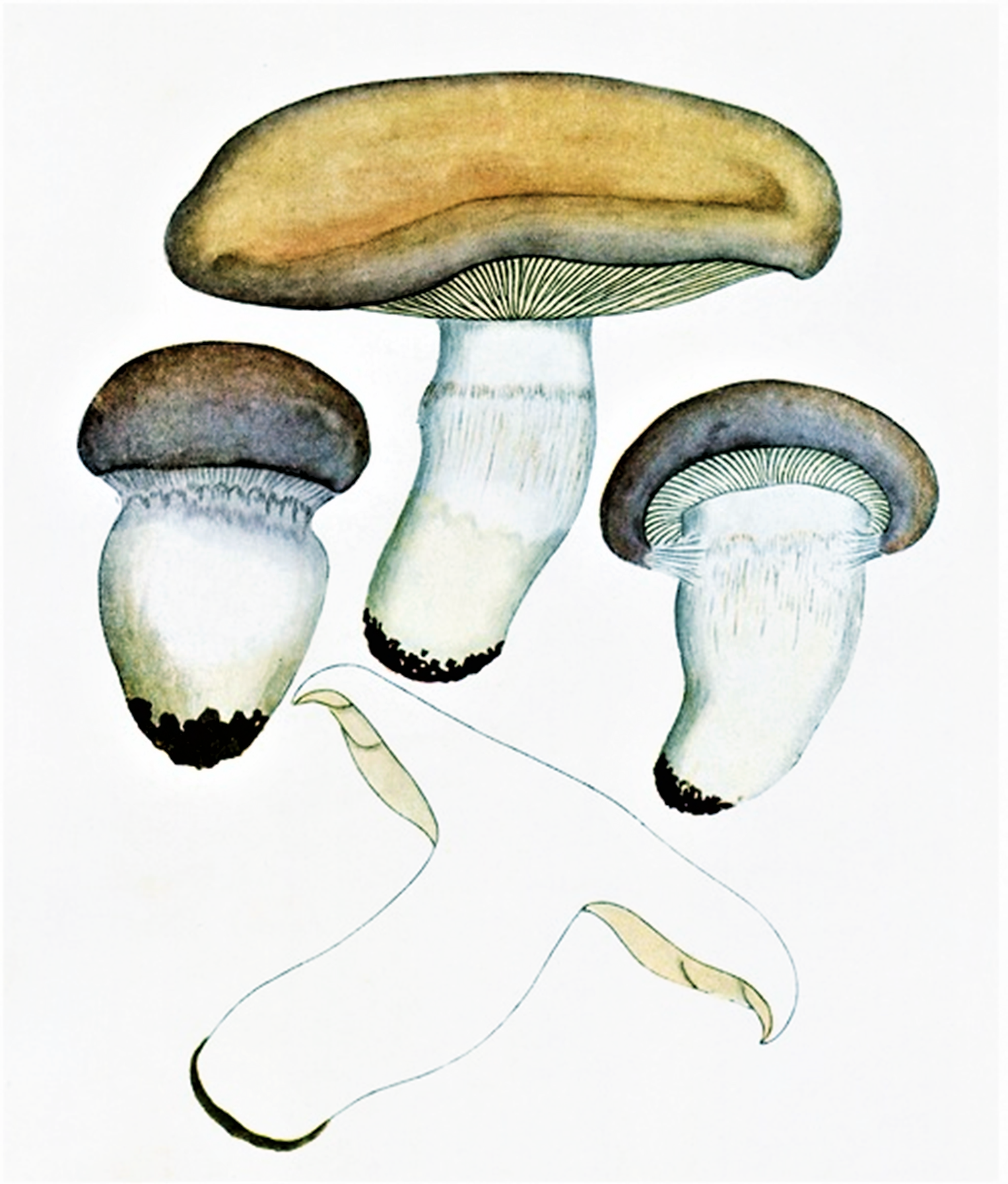
Bres.: Cortinarius balteatus

- Pălăria: are un diametru între 5 și 15 cm, este compactă, la început boltită semisferic cu marginea răsucită spre interior, dar devine în  scurt timp convexă și apoi deseori plată precum adâncită în centru la bătrânețe,  purtând inițial fragmente ale vălului parțial în formă de cortină albă, formată din fibre foarte fine ca păienjeniș între marginea pălăriei și picior. Cuticula este netedă, în tinerețe vâscoasă, dar repede uscată și mată până lucioasă. Coloritul variază între brun-roșcat și brun de nucă, mereu cu nuanțe slabe violacee care însă sunt puternice în jurul marginii (tipic pentru acest soi). Tot acolo se poate descoperi de asemenea și nu rar o bordură albicioasă (rest al valului parțial).  La umezeală devine din nou vâscoasă până unsuroasă.
- Lamelele: stau destul de dens, sunt înalte, cu puține lamele scurte intercalate precum aderate până slab decurente la picior, fiind la început de culoare albicioasă și învăluite de sus menționata cortină, apoi ruginie până maronie cu nuanțe violacee spre marginea pălăriei.
- Piciorul: are o lungime de 5 până la 9 cm și o lățime 2 până la 3 (4) cm, este consistent, gros, cilindric precum adesea ori îngroșat în centru cu baza subțiată, ori bulbos spre bază, fiind inițial ușor pâslos, plin, apoi umplut pe interior cu un țesut spongios, în final neted și parțial gol pe dinăuntru. Coloritul este albicios, însă acoperit mai târziu de pulberea sporilor și căpătând astfel un aspect brun-gălbui. Nu poartă un inel.
- Carnea: albă cu tonuri foarte ușoare liliacee care nu se colorează la tăiere, mirosul fiind în stadiu tânăr ușor fructuos, uni spun cu nuanțe de ciocolată, devenind însă cu maturitatea mai neplăcut, amintind de pământ umed. Gustul este mereu plăcut.
- Caracteristici microscopice: are spori elipsoidali în formă de migdale și fin verucoși, colorați brun-gălbui, cu o mărime de 10–11 × 5–5,6 microni, pulberea având același colorit.[4][5][10]
- Reacții chimice: carnea se decolorează sub aburi de amoniac galben până galben-maroniu, cu Hidroxid de potasiu brun cu margine gălbuie, aproape ca de paie și cu tinctură de Guaiacum albastru.[10][11][12]

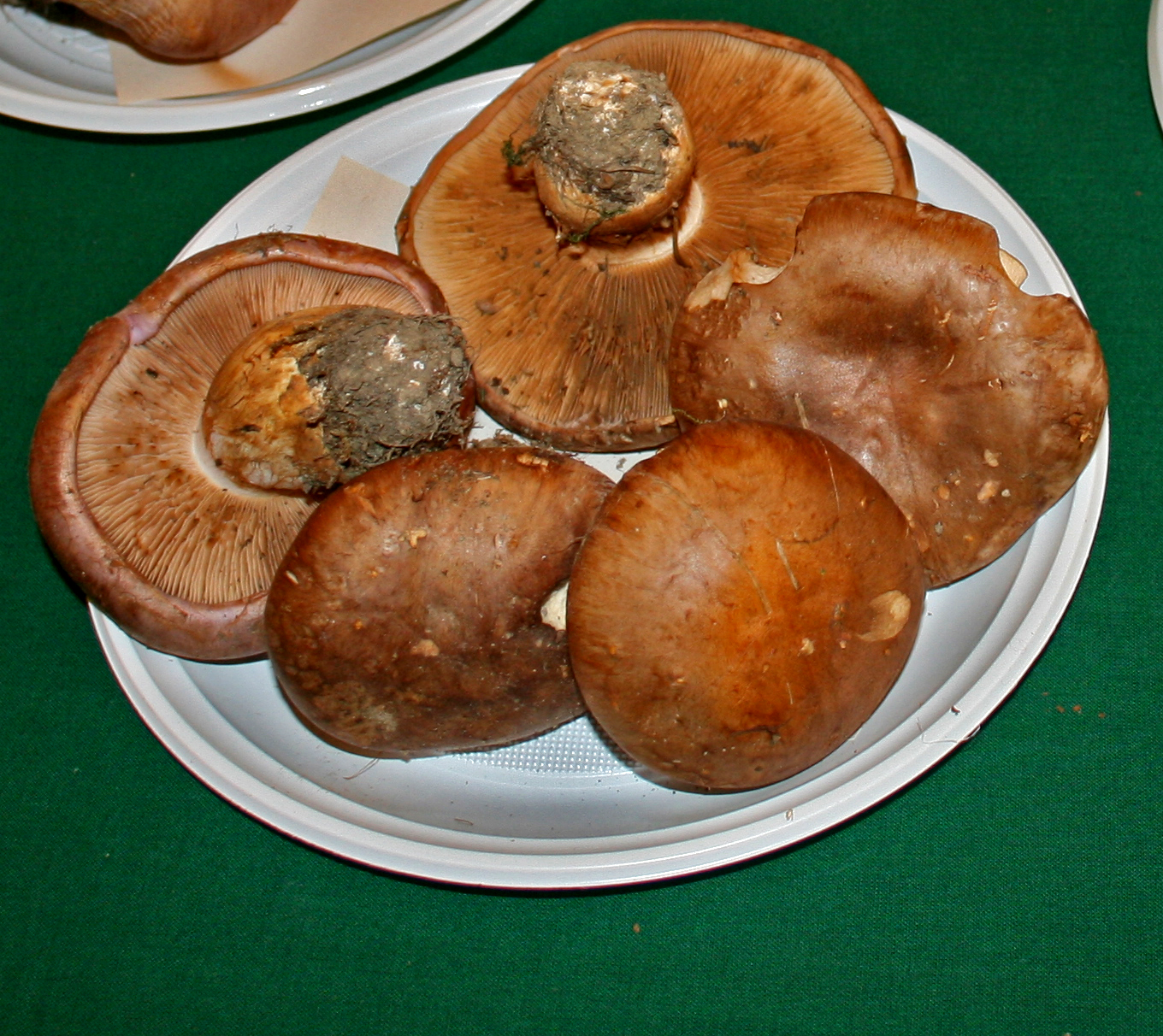
C. balteatus mature: pălărie, lamele și picior

## Confuzii
Acest burete poate fi confundat cu divers specii ale genului, de exemplu cu Cortinarius alboviolaceus (necomestibil, în tinerețe cu lamele gri-violete, miros și gust de cartofi cruzi), Cortinarius caerulescens (necomestibil), Cortinarius camphoratus (necomestibil), Cortinarius collinitus (comestibil), Cortinarius crassus (comestibil), Cortinarius cumatilis (comestibil), Cortinarius cyanites (necomestibil, în tinerețe cu lamele albastru-violete, la bătrânețe brun-violete, miros dulcișor și gust amar), Cortinarius iodes (comestibil, cu cuticulă mucoasă, în tinerețe cu lamele violete, carnea fiind albă, miros și gust neostentativ), Cortinarius glaucopus (comestibil), Cortinarius infractus (necomestibil, extrem de amar), Cortinarius largus (necomestibil, se dezvoltă în păduri de foioase), Cortinarius percomis (comestibil), Cortinarius purpurascens (comestibil), Cortinarius salor (comestibil, cu cuticulă mucoasă, în tinerețe cu lamele violete, carnea fiind albicioasă până gri-brună cu nuanțe de albastru, miros și gust neostentativ), Cortinarius traganus otrăvitor), Cortinarius variicolor (necomestibil]], Cortinarius violaceus (comestibil, pălăria, lamelele și carnea albastru-violet, miros de lemn de cedru și gust plăcut), dar de asemenea cu Lepista nuda (comestibilă, cu cuticulă brun-violetă, picior violet-cenușiu, carne roz-violacee; miros parfumat ca de viorele și gust destul de plăcut) sau Lepista personata (comestibilă, pălărie pal gri-maronie, lamele albuie până gri-albăstruie, miros și gust plăcut)

## Specii asemănătoare în imagini

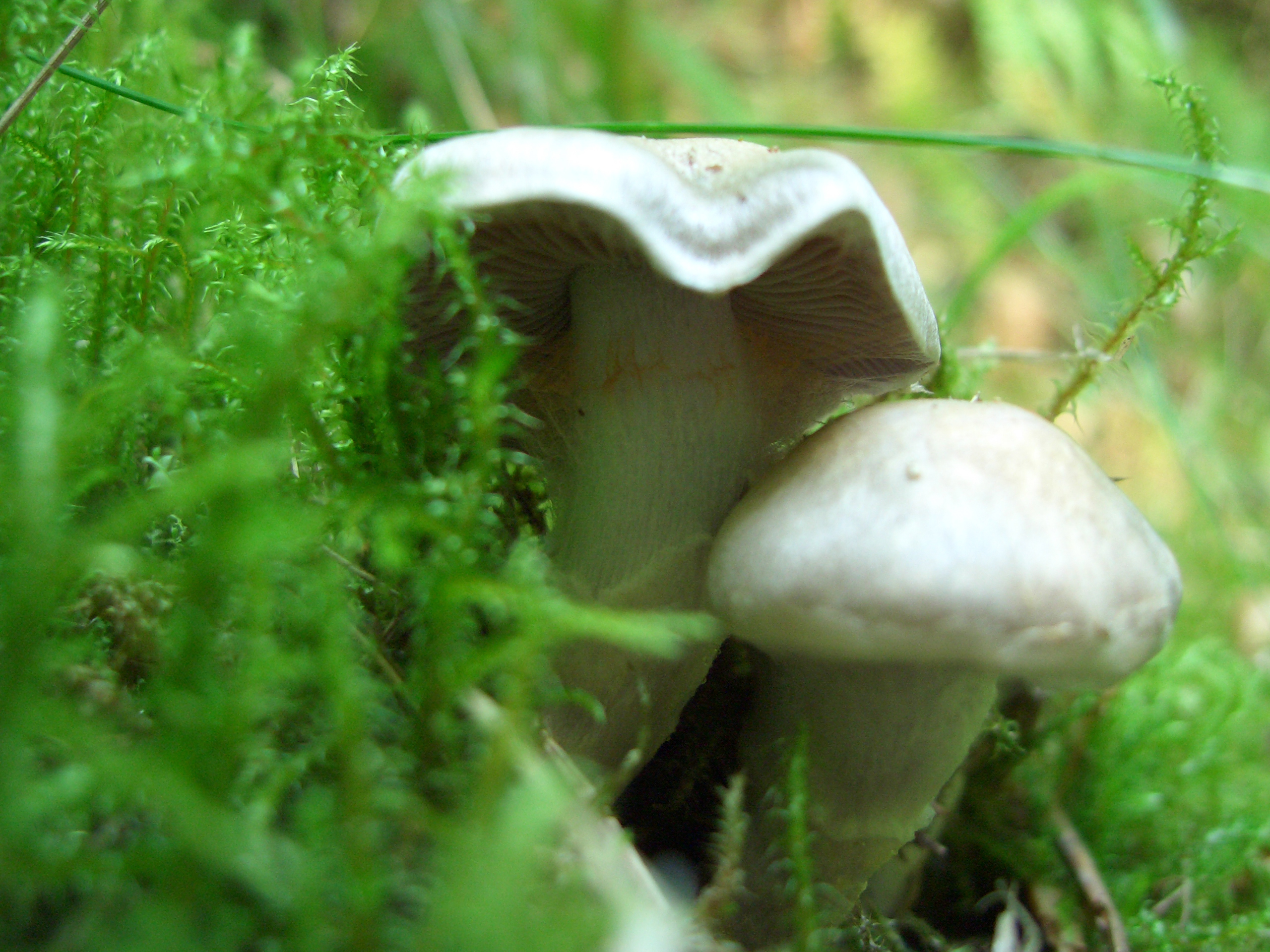
!Cortinarius-alboviolaceus!
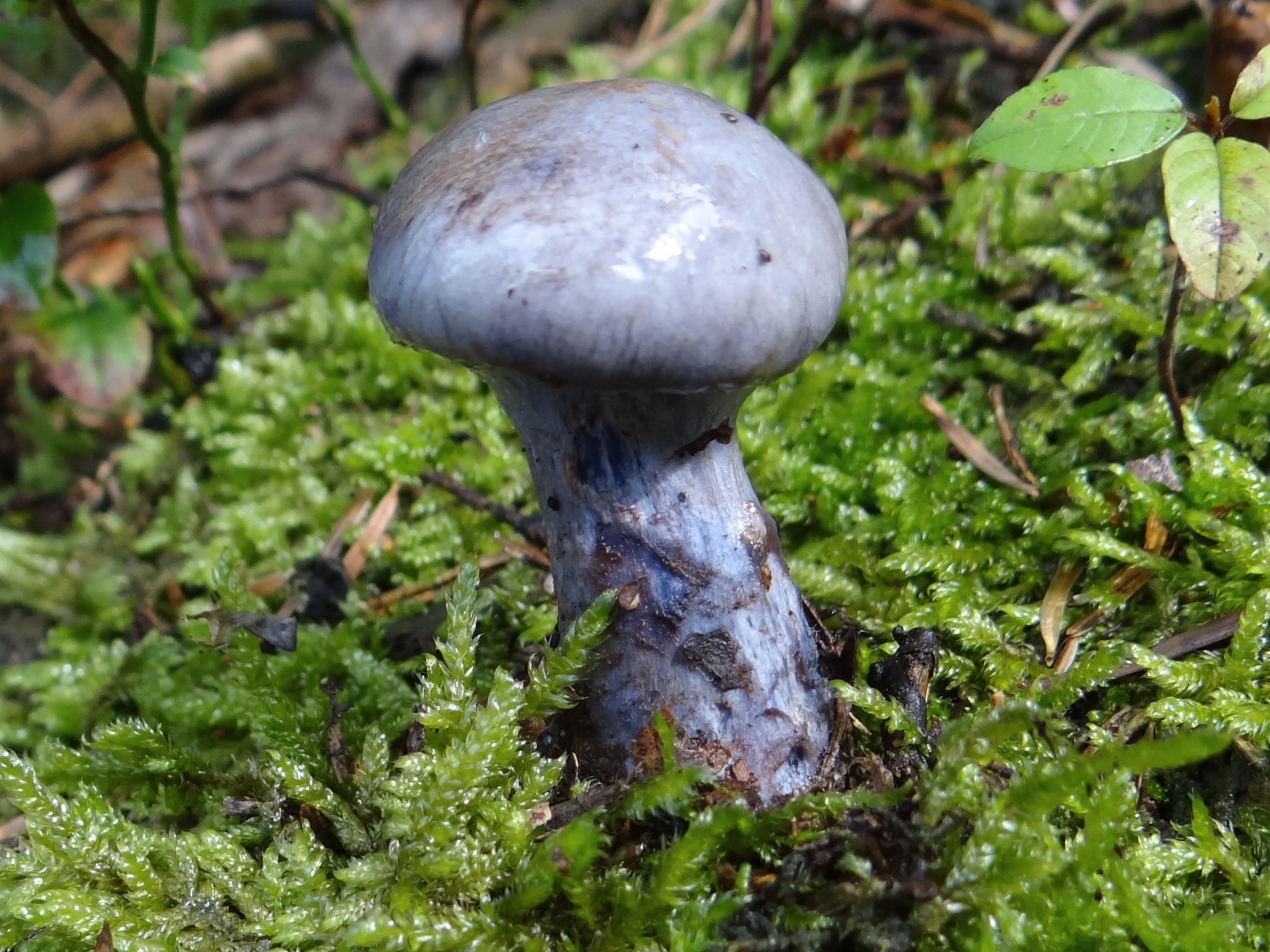
!Cortinarius caerulescens!
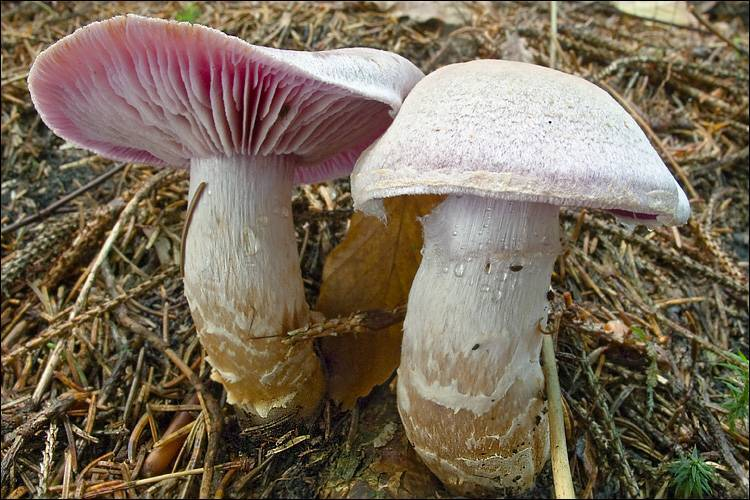
!Cortinarius camphoratus!
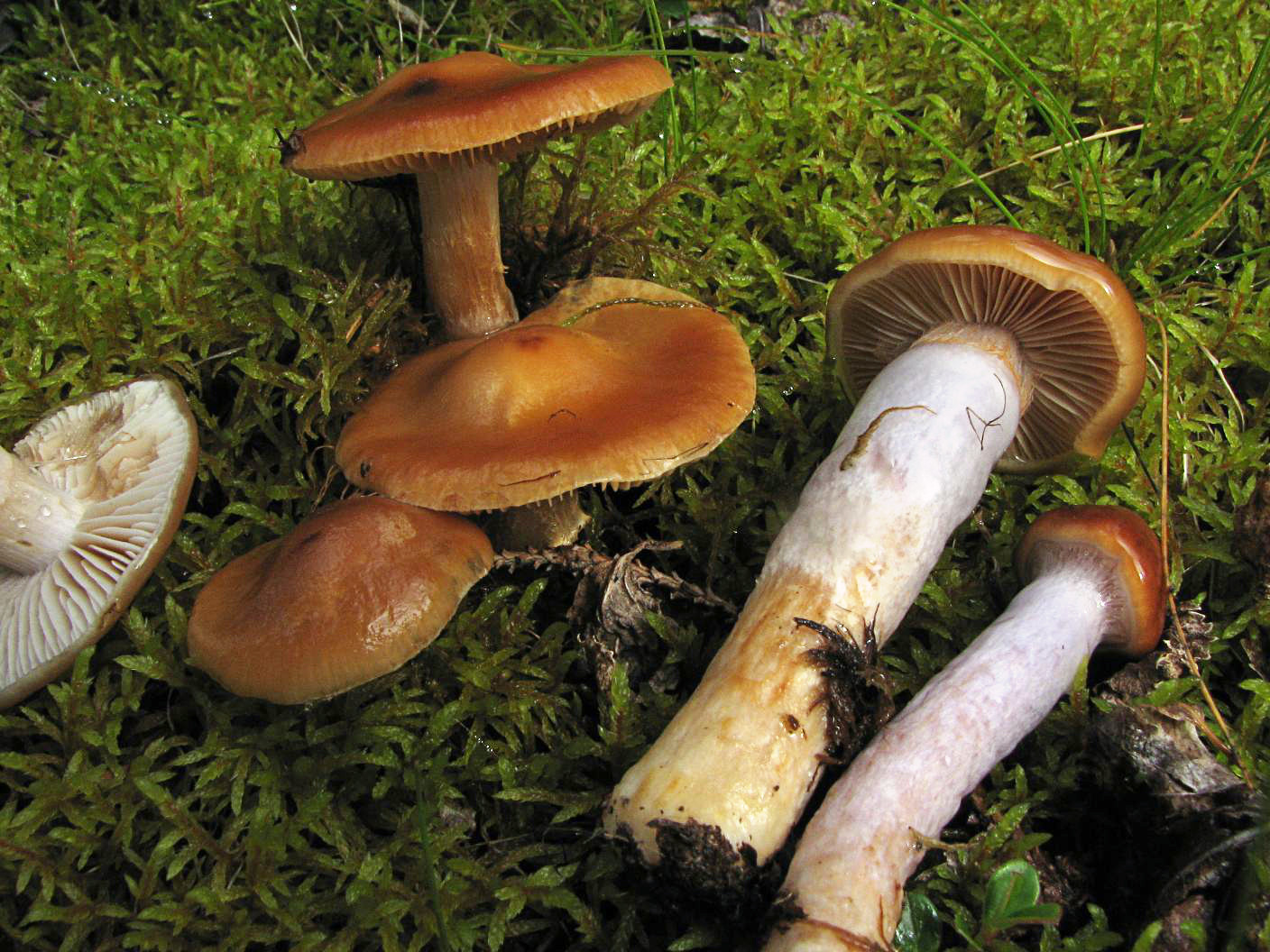
Cortinarius collinitus
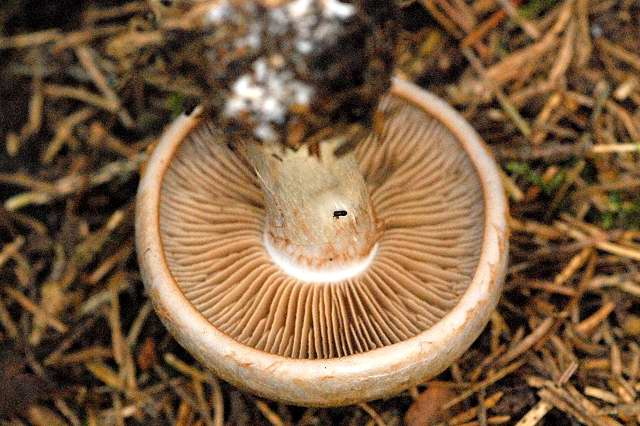
Cortinarius crassus
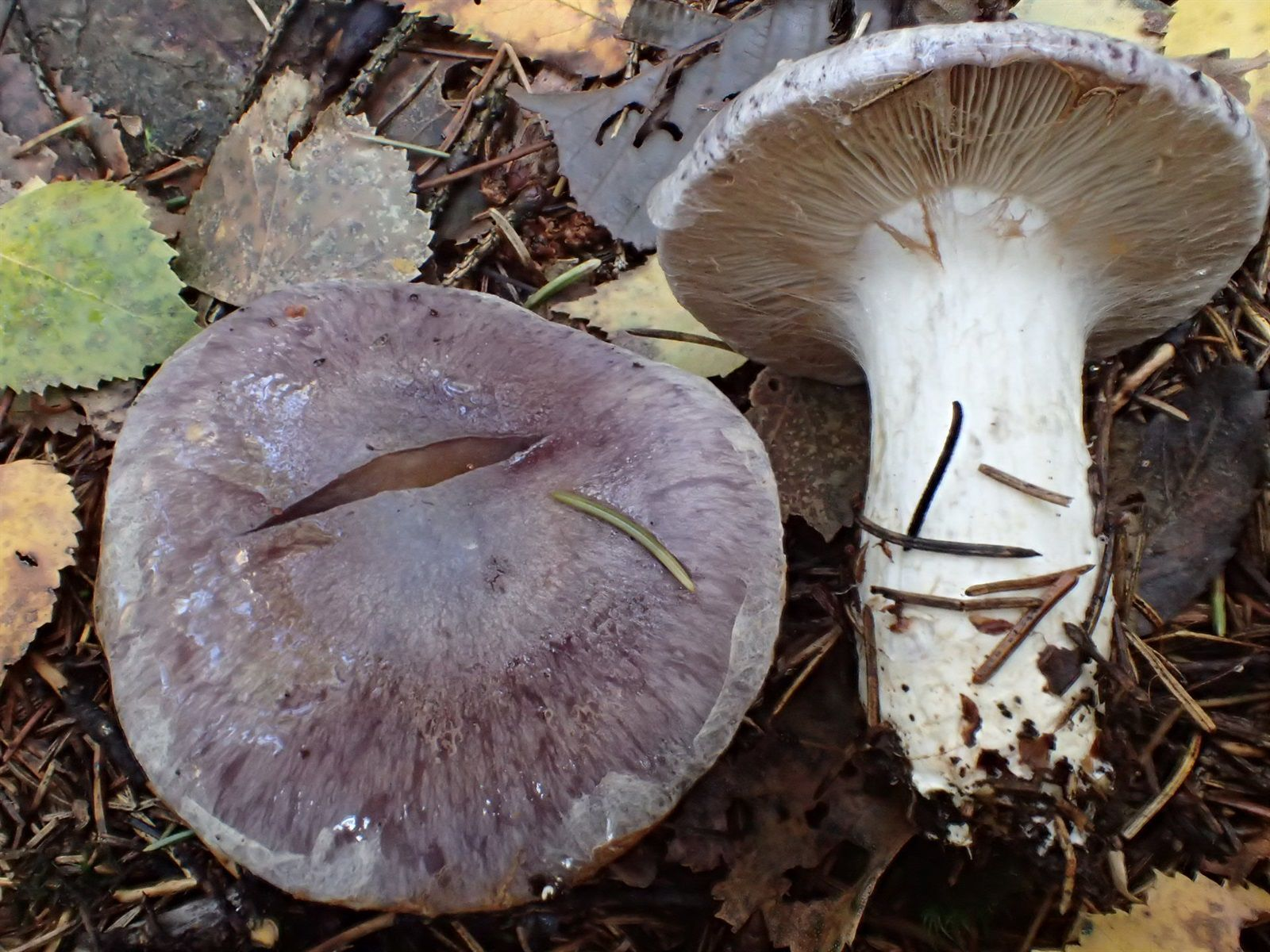
Cortinarius cumatilis
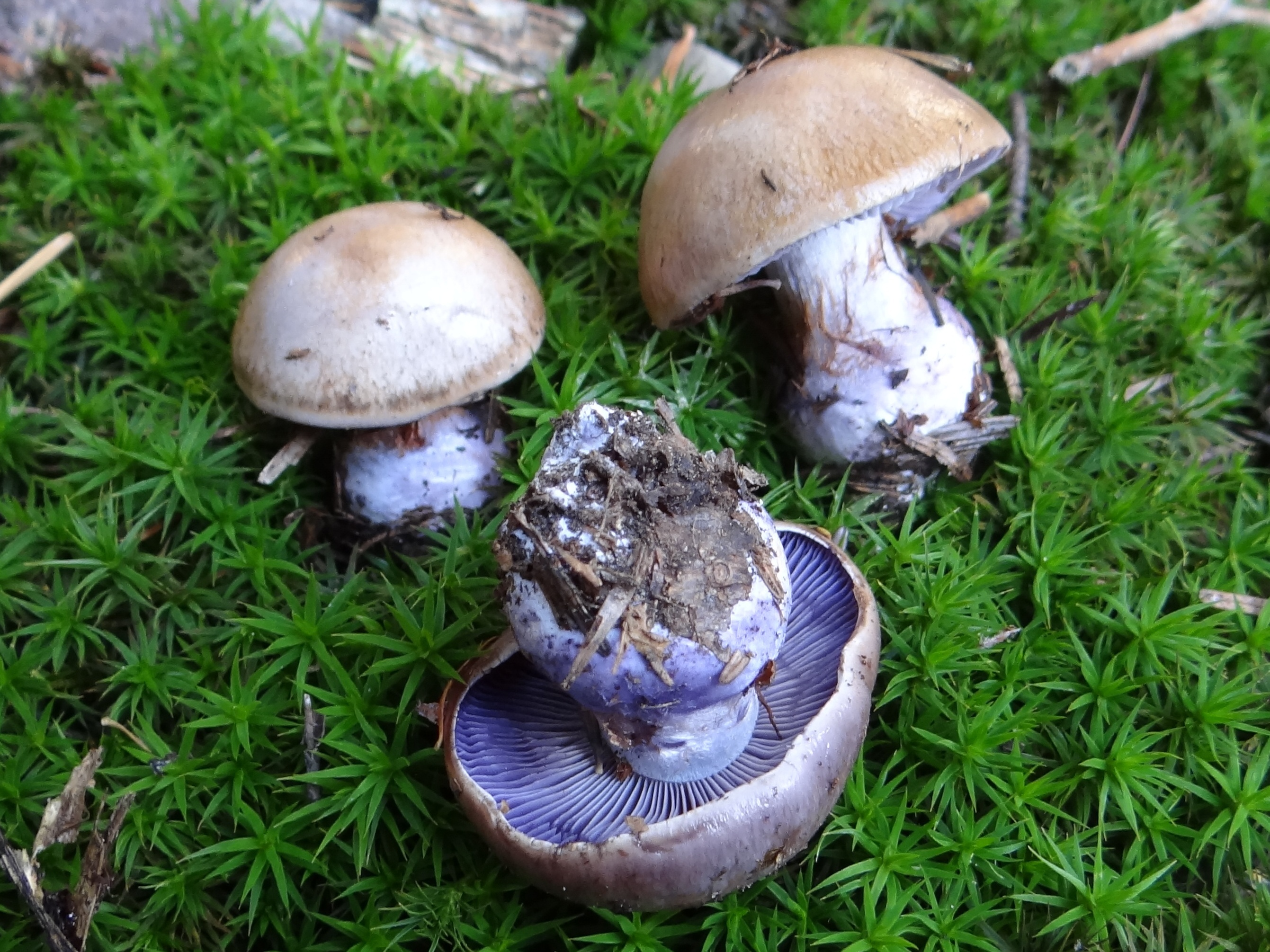
!Cortinarius cyanites!
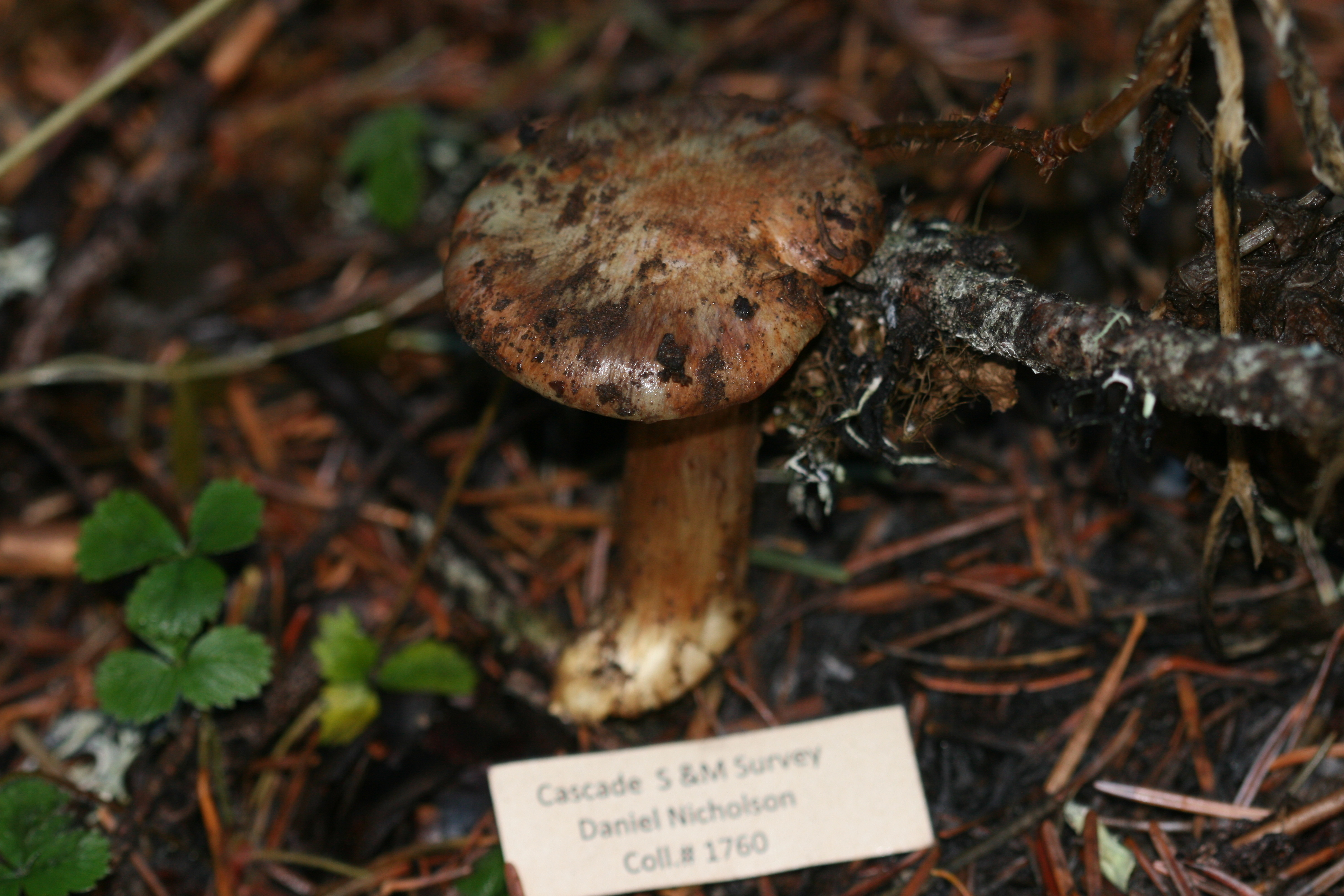
Cortinarius glaucopus
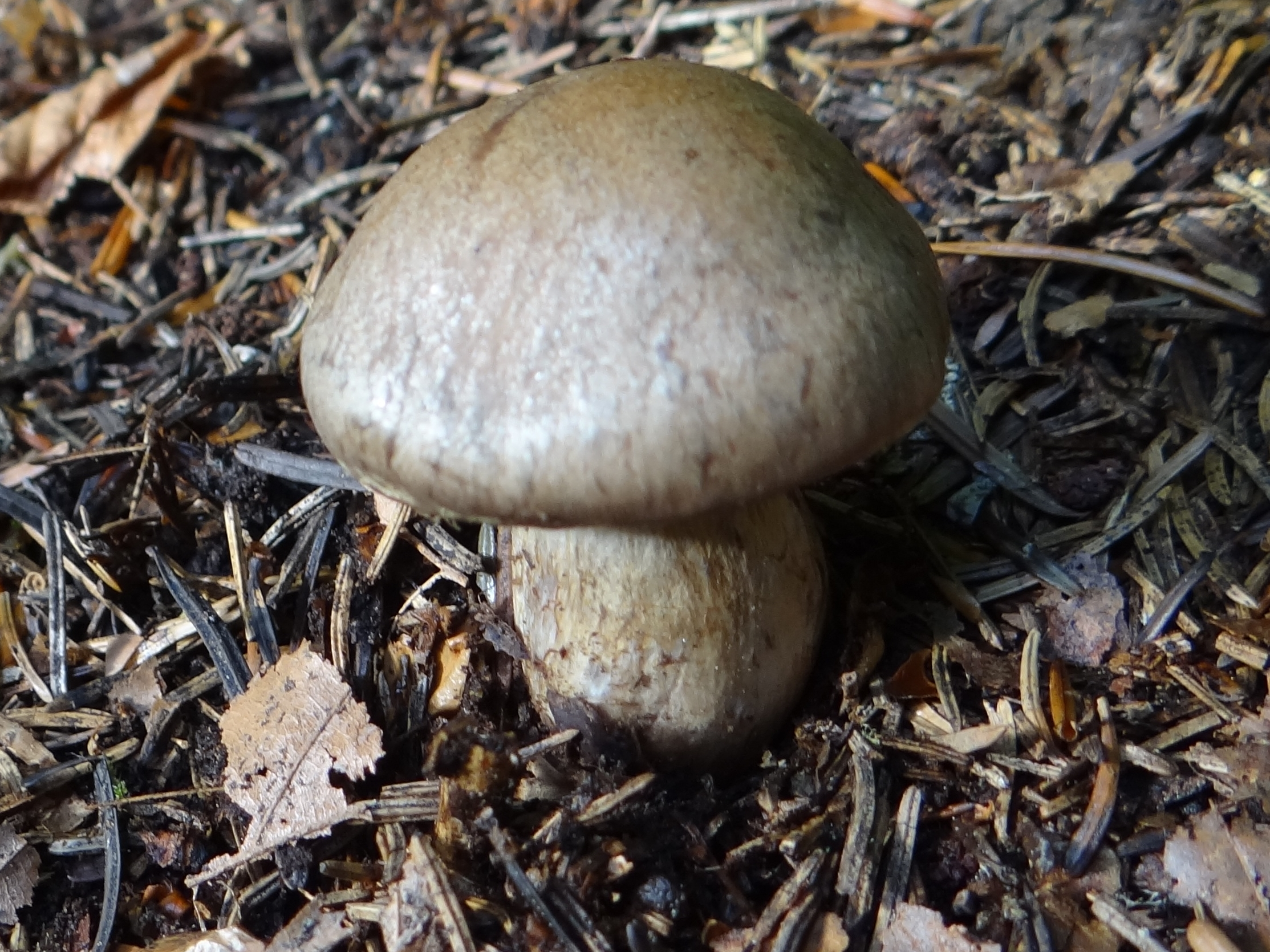
!Cortinarius infractus!
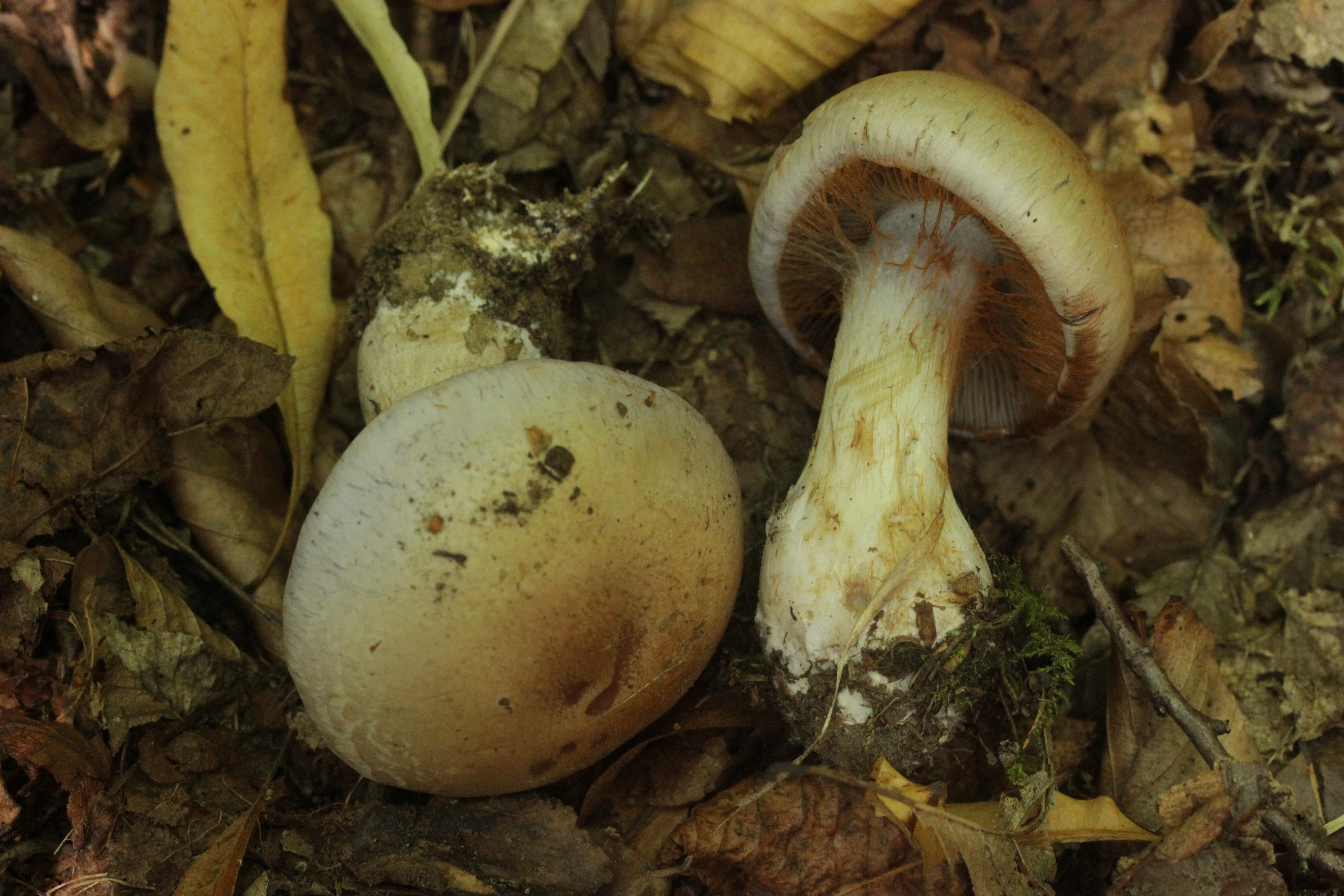
!Cortinarius nemorensis sin. largus!

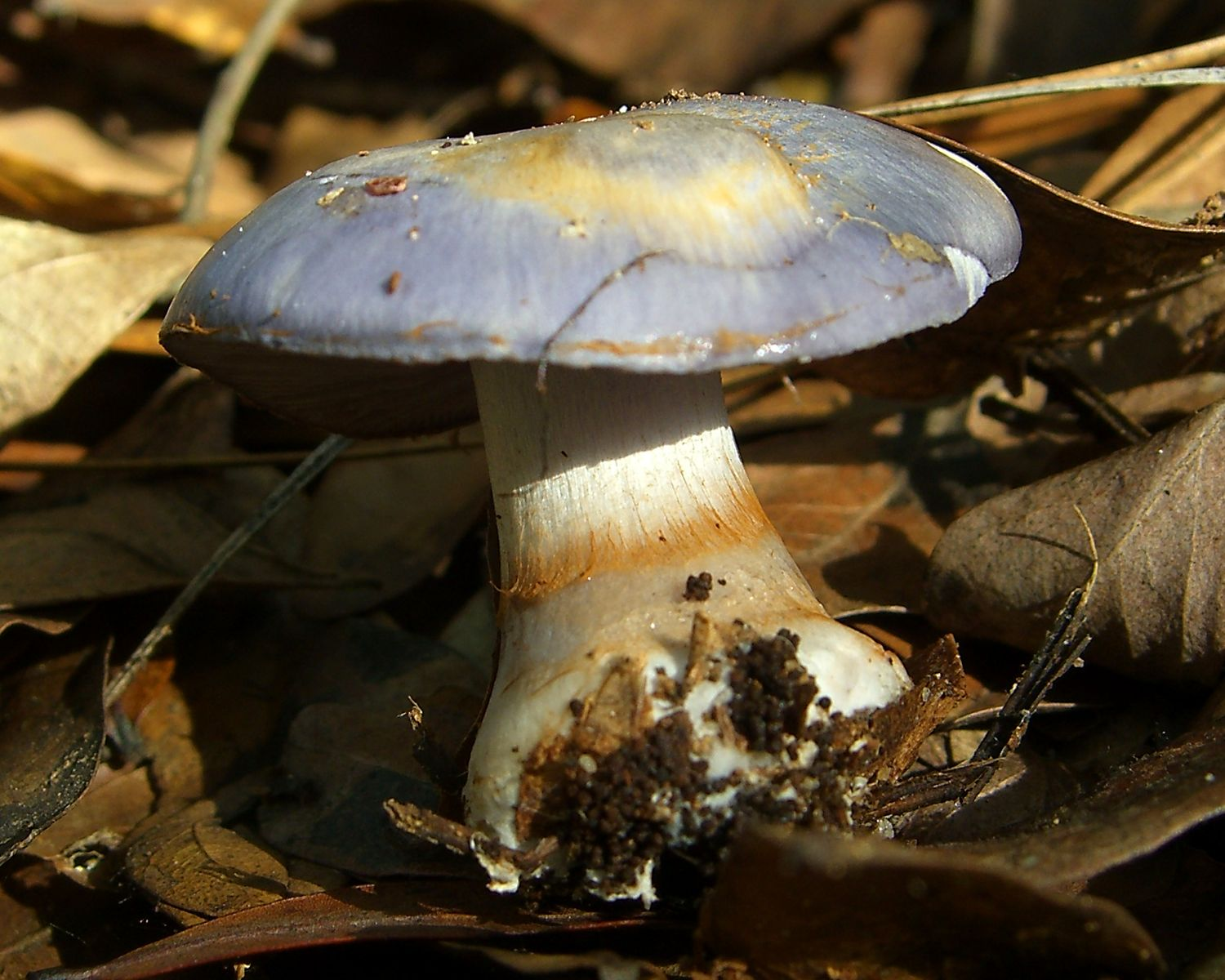
!Cortinarius iodes!
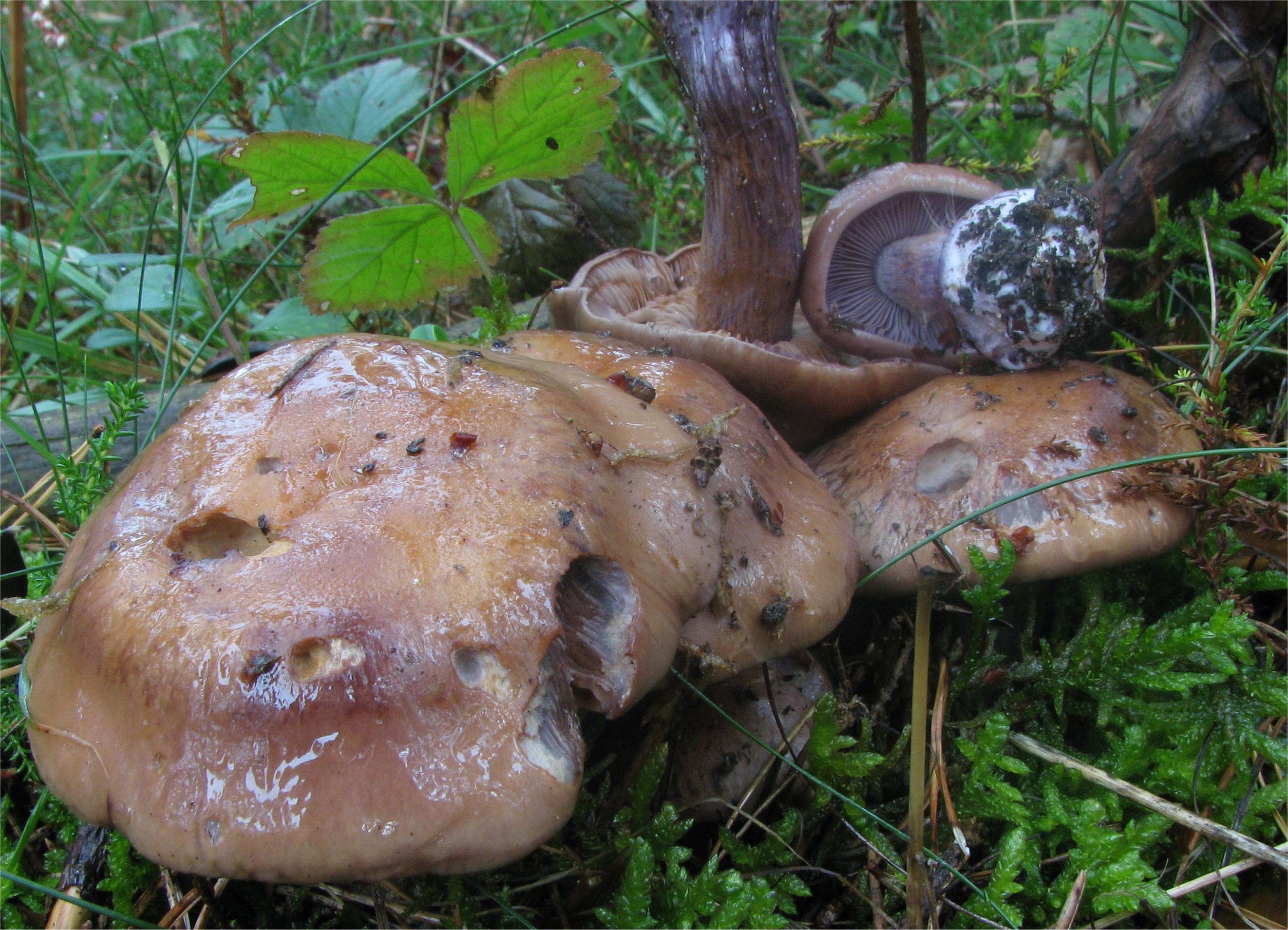
Cortinarius purpurascens
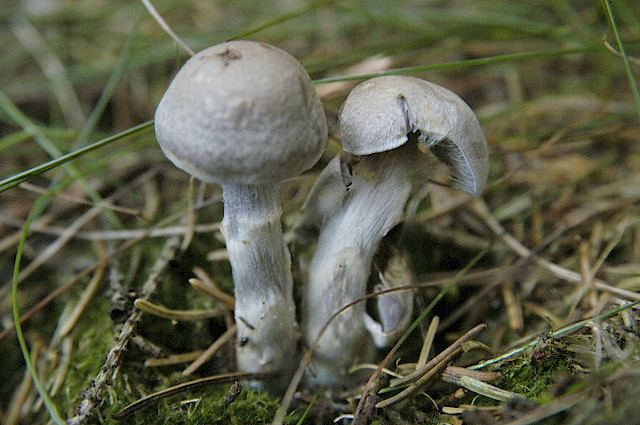
!Cortinarius salor!
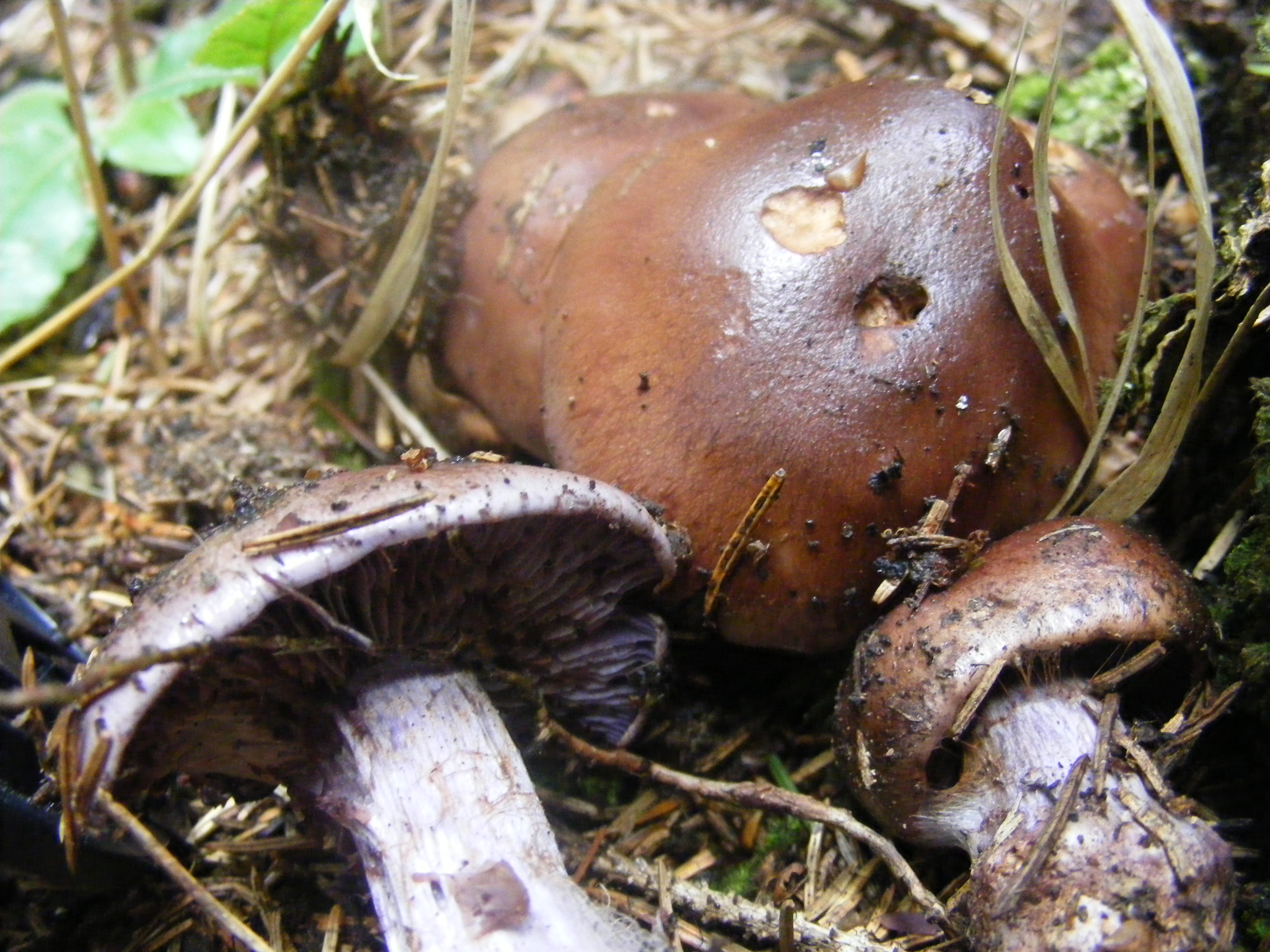
!!Cortinarius traganus!!
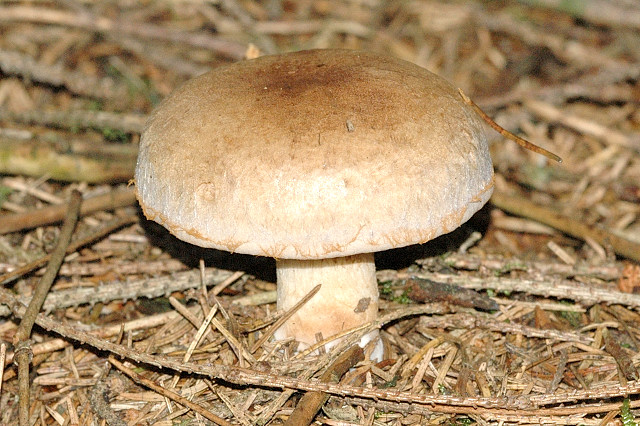
!Cortinarius.variicolor!
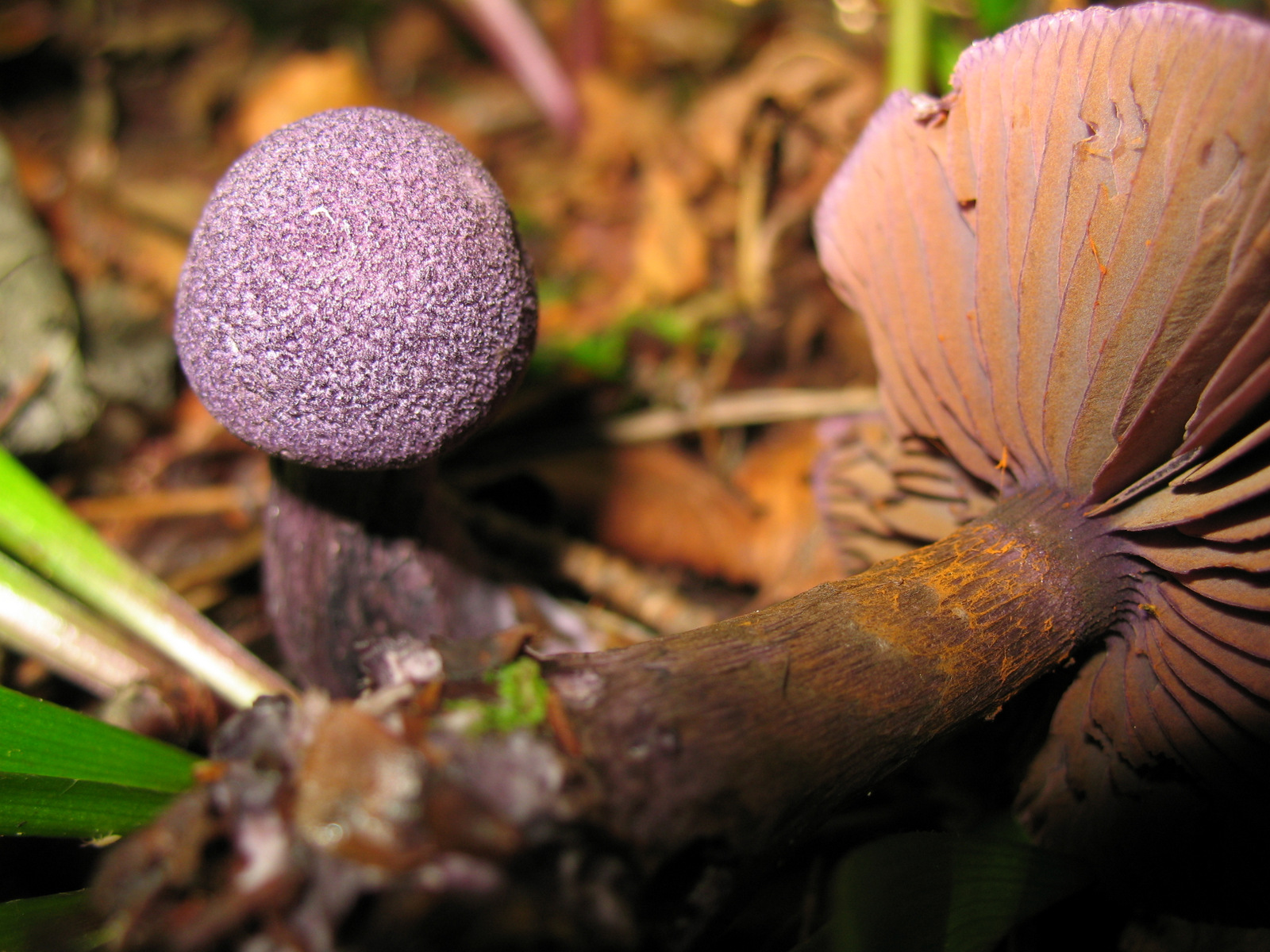
Cortinarius violaceus
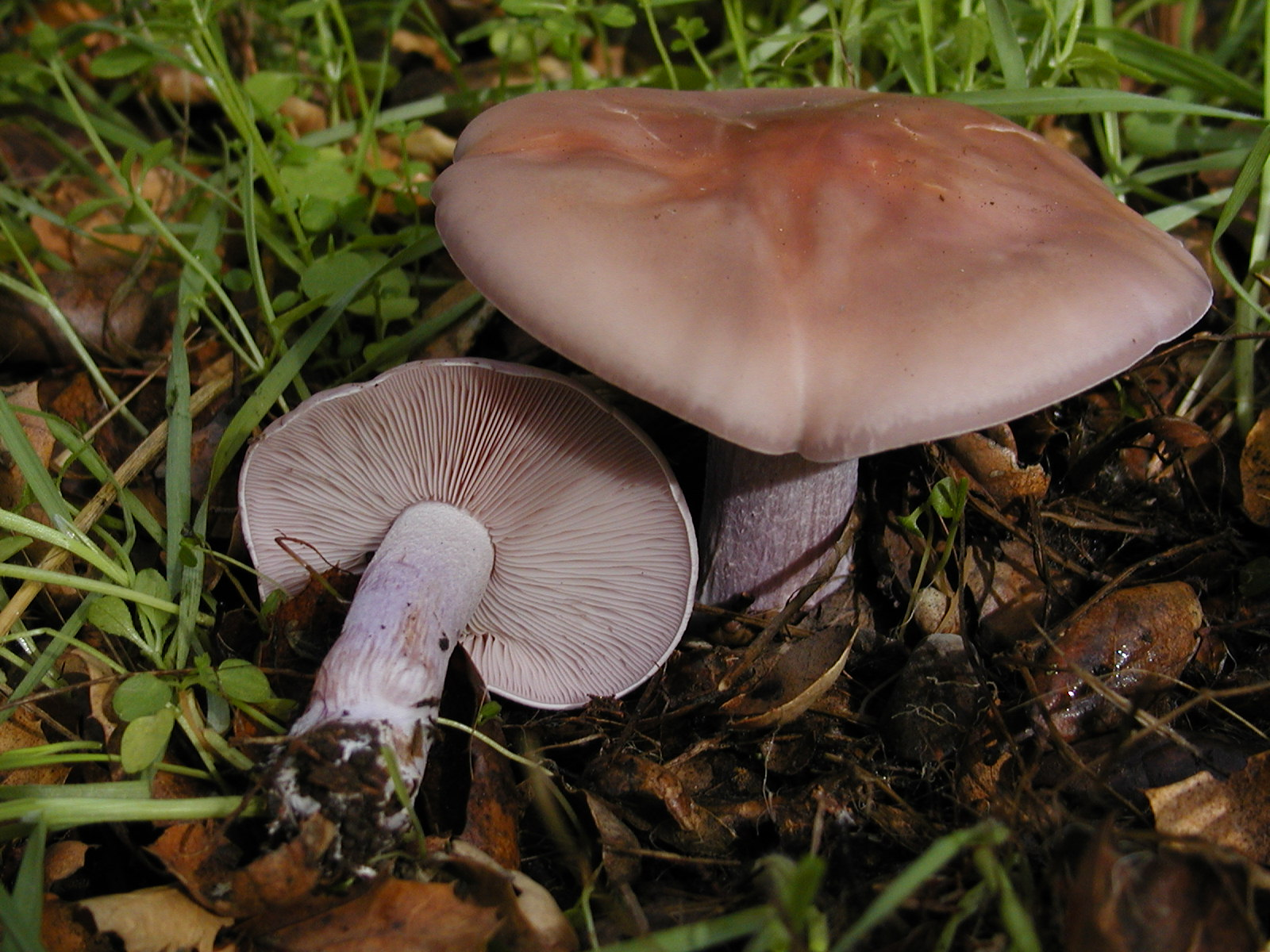
Lepista nuda
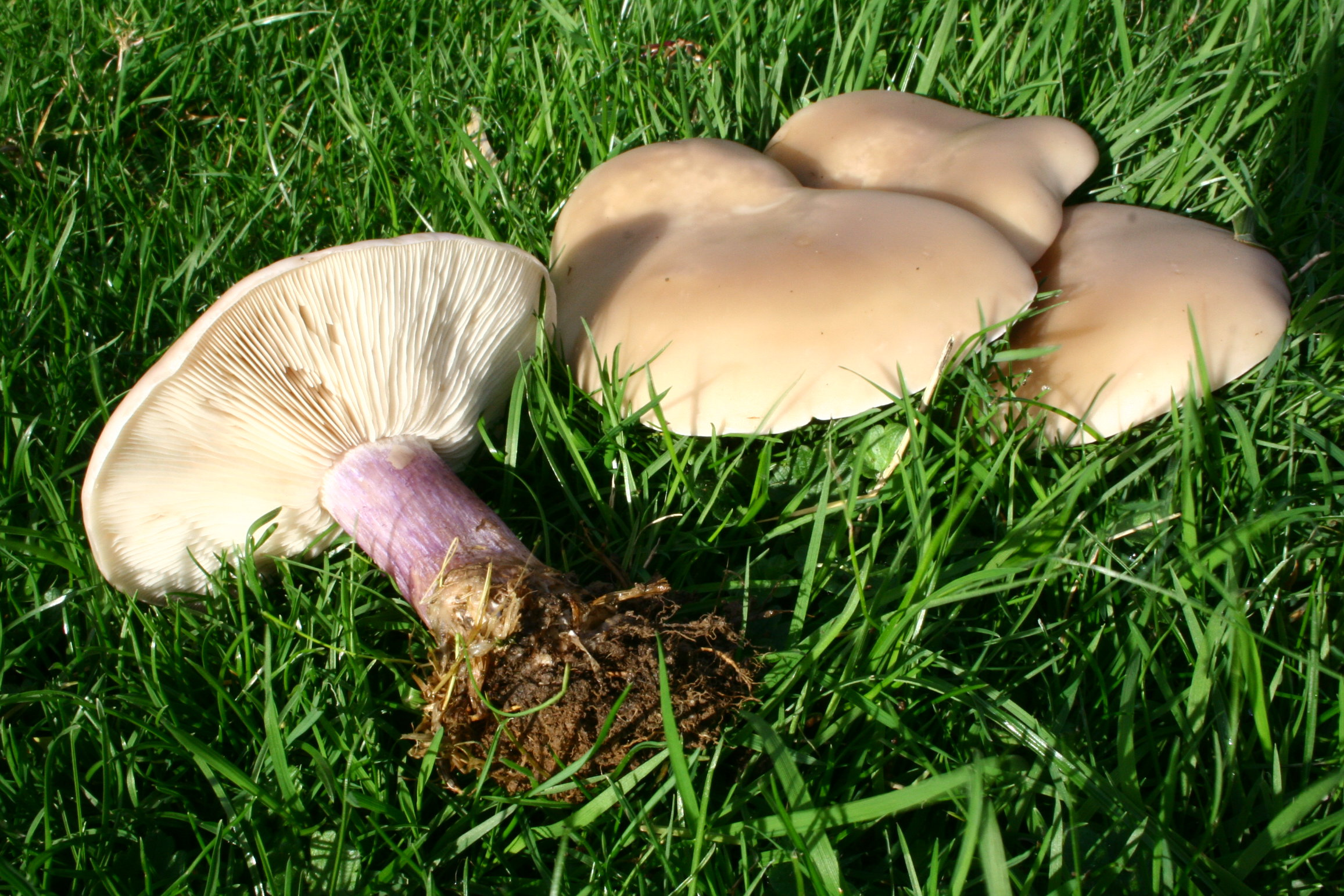
Lepista personata

## Valorificare
Buza caprei este o ciupercă destul de gustoasă, atât timp cât este tânără, deci apoi capătă un miros neplăcut. De acea câțiva autori o declară necomestibilă. Ea poate fi preparată asemănător deliciosului Cortinarius varius.